# Мими Николова
Марийка Николова Иванова, по-известна като Мими Николова, е българска джаз и поп певица.

## Биография
Мими Николова е откритие на композитора Петър Ступел, който през 1958 г. пише за нея песента „Замълчи, замълчи“ към филма „Любимец 13“. Преди това тя пее в хор „Бодра смяна“ и хора на Софийските девойки. До края на 1950-те години в Радио „София“, днес БНР, Мими Николова записва още две песни на Петър Ступел – „Моряко мой“ (1958) и „Малката креолка“ (1959), както и три песни, едната на Иван Маринов – „Закъснялото писмо“ (1960) и другите две на Йосиф Цанков – „Недей ми казва тази вечер сбогом“ (1960) и „Когато луната изплува“ (1960)..
От началото на 1960-те до средата на 1970-те години певицата е в творческо сътрудничество с музиканта Иван Стайков, който е автор на музиката, аранжиментите и на някои от текстовете на една значителна част от песенния ѝ репертоар. Сред най-известните са: „Синьо“ (1962), „Минути“ (1963), „Мостчето на влюбените“ (1963), „Вървим по улицата двама“ (1963), „Първата среща“ (1963), „Самотно дърво“ (1966), „Всяко лято“ (1966), „Защо стана така“ (1968), „Завинаги“ (1969), „Горчиво откровение“ (1970) и много други.
Певицата се представя успешно с песни на Иван Стайков на фестивалите в Сопот, Полша (1967), Сплит, Югославия (1969), Варадеро – Куба, Токио, Япония (1977).
С името на Мими Николова се свързва началото на фестивала „Златният Орфей“ от 1965 г., когато в нейно изпълнение песента „Калиакра“ на композитора Ангел Заберски и поетесите Слава Семирова и Емилия Захариева печели първа награда. На „Златният Орфей“ са отличени и изпълнените от нея песни: „Първата среща“ – трета награда през 1965 г., музика: Иван Стайков, текст: Захари Петров; „Спомен от лятото“ – втора награда през 1966 г., музика: Иван Стайков, текст: Захари Петров.
Мими Николова е една от първите български певици, която изпълнява джаз. Била е солистка на Биг бенда на БНР, оркестър „Балкантон“ с диригент Димитър Ганев и на „Джаз фокус '65“. През 1978 г. се представя с рецитал на джаз-срещата в София, съпровождана от биг бенд „Габрово“ с диригент Манол Цоков.
В репертоара си Мими Николова има над 300 песни от български и чужди композитори, записани в Българското национално радио и Балкантон. Записва и множество вокали и песни за много български филми, сред които „Любимец 13“, „Човекът в сянка“, „Бягство в Ропотамо“, „Здрачаване“, „Вятърът на пътешествията“ „Чудесната катастрофа“ и много други.
През 2018 г. е обявена за почетен гражданин на София.

## Грамофонни плочи

### Малки
- Минути (1963)
- Мими Николова пее песни на Иван Стайков (1964)
- За вас пее Мими Николова (1965)
- Пусни ме (1970)